# Zvláštní zpráva č. 4
Zvláštní zpráva č. 4 je dokumentem cestovatelů Jiřího Hanzelky a Miroslava Zikmunda o poměrech v Sovětském svazu v 60. letech 20. století.
Číslování zpráv navazovalo na předchozí zprávy z cest po světě.
Text zprávy obdržel například Antonín Novotný (tehdejší první tajemník ÚV KSČ), Jozef Lenárt (předseda vlády) a překlad do ruštiny obdržel i Leonid Iljič Brežněv. Zpráva samotná mohla být uvedena na veřejnost až po roce 1990.
| „                      | „Obecný, velice častý jev, je neracionální využívání hospodářských možností, zaostalé služby, nečinné stroje, rozkopané závody, očividné a časté plýtvání materiálními hodnotami a také lidskými silami.“ | “ |
| — Zvláštní zpráva č. 4 | |   |